# Conocybe neoantipus
Conocybe neoantipus är en svampart som först beskrevs av George Francis Atkinson, och fick sitt nu gällande namn av Rolf Singer 1936. Conocybe neoantipus ingår i släktet Conocybe och familjen Bolbitiaceae.   Inga underarter finns listade i Catalogue of Life.